# Busch School of Business
La Tim and Steph Busch School of Business est une école de commerce de l'université catholique d'Amérique, située à Washington, et l'une des douze facultés ou écoles de l'université.

## Histoire
L'université catholique d'Amérique annonce le 8 janvier 2013 l'ouverture d'une école de business et d'économie,. Elle prend le nom en 2016 de Tim and Steph Busch School of Business and Economics, après une donation de 15 millions de dollars de la part de la famille Busch. Tim Busch est un homme d'affaires demeurant à Irvine en Californie, fondateur du groupe hôtelier Pacific Hospitality. Cette donation permet de rénover le Maloney Hall qui doit abriter l'école et de fonder l'Institute for Human Ecology, répondant à l'appel du pape François dans son encyclique Laudato s.
En mai 2017, le National Catholic Register rapporte que l'école va offrir un master de science en administration et management ecclésiaux afin de donner les moyens aux curés ou futurs curés d'administrer leur paroisse de façon avisée et de mener leur mission avec efficacité pour proclamer l'Évangile.
Le 6 février 2018, le journal The Tower précise que la spécialité en économie, prévue pour la Busch School of Business and Economics, sera proposée plutôt à la School of Arts and Sciences, à l'automne 2018.
Le doyen de cette école est Andrew Abela depuis juillet 2019.